# Rochester (Minnesota)
Rochester [ˈɹɑːtʃɪstɚ] ist eine Stadt im Südosten von Minnesota. Sie ist Verwaltungssitz des Olmsted County. Im Jahr 2020 hatte Rochester 121.395 Einwohner und war damit die drittgrößte Stadt des Bundesstaates. Das Money Magazine wählte Rochester 2006 auf Platz 67 der lebenswertesten Städte der Vereinigten Staaten.
Rochester ist Sitz der 1889 gegründeten Mayo-Klinik, eine der größten und bedeutendsten Kliniken der Welt.
Seit 1981 ist Rochester Partnerstadt von Moosburg an der Isar.

## Geografie

### Geografische Lage
Rochester ist am Zumbro River gelegen. Südlich der Stadt verläuft mit dem Interstate 90 eine wichtige Ost-West-Achse im Straßenverkehr. Die Entfernung zu den Twin Cities beträgt rund 130 Kilometer. Nach den Angaben des United States Census Bureau beträgt die Fläche der Stadt 103,0 Quadratkilometer, davon sind 0,4 Quadratkilometer Wasserflächen. Rochester verfügt über keinen natürlichen See.

### Stadtgliederung
Zur Stadt Rochester gehören insgesamt sechs Stadtbezirke mit insgesamt 22 Wohngegenden (Apple Hill, Baihly Meadows, Baihly Woodlands, Country Club Manor-East, East Side, Emerald Hills, Folwell, Foxcroft, Glendale, Golfview, John Adams, John Marshall, Kutzky Park, Lincolnshire / Arbor Glen, Mayowood Hills, Mill Race, Northrop, Northwest, Pine Ridge, Shorewood, Southeast, Southern Hills, Viking Park).

### Klima
In Rochester herrscht das für Minnesota typische Kontinentalklima. So sind die Sommer heiß und feucht, die Winter dagegen kalt mit wenig Niederschlag. An durchschnittlich 83 Tagen im Jahr liegt die Tageshöchsttemperatur unter null Grad Celsius. Die jährliche Schneefallmenge beträgt 135 Zentimeter. Weiterhin gehört Rochester zum Randgebiet der Tornado Alley.
| Daten des NCDC (1971–2000)              | Jan   | Feb  | März | Apr | Mai  | Juni | Juli | Aug  | Sep  | Okt | Nov  | Dez  |       |
| --------------------------------------- | ----- | ---- | ---- | --- | ---- | ---- | ---- | ---- | ---- | --- | ---- | ---- | ----- |
| Durchschnittliche Tagestemperatur in °C | −11,2 | −7,6 | −0,8 | 7,1 | 13,8 | 18,9 | 21,2 | 19,8 | 14,9 | 8,3 | −0,4 | −8,2 | ø 6,3 |
| Durchschnittlicher Niederschlag in mm   | 24    | 19   | 48   | 76  | 90   | 102  | 117  | 110  | 79   | 56  | 51   | 26   | Σ 798 |

## Geschichte

Rochester 1867

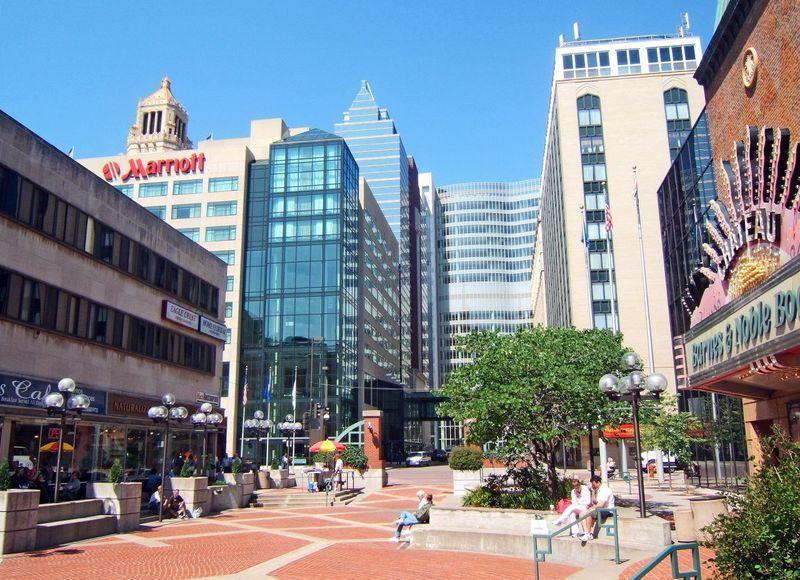
Peace Plaza Stadtzentrum

Rochester wurde im Jahre 1854 von George Head gegründet, der ursprünglich aus Rochester (New York) kam. Nachdem er zunächst nach Wisconsin umgesiedelt war, zog er weiter westlich nach Minnesota und gründete die Stadt, die er nach seiner Heimatstadt benannte. Die Lage an der Bahnlinie zwischen St. Paul und Dubuque begünstigten das Wachstum der Stadt.
Am 21. August 1883 verwüstete ein Tornado die Stadt und tötete 37 Menschen. Aus diesem Ereignis heraus ergriff der Mediziner William Worrall Mayo die Initiative und baute, unterstützt von den Spenden, die die Schwestern von St. Francis gesammelt hatten, ein Krankenhaus. 1889 eröffnete er das St. Marys Hospital. In den folgenden Jahren wuchs die Mayo-Klinik (englisch Mayo Clinic), wie sie genannt wurde, weiter und erlangte weltweite Bedeutung.

## Wirtschaft und Infrastruktur

### Verkehr
In Rochester gibt es eine Anzahl an klimatisierten Subways/Skyways. Sie verbinden verschiedene Gebäude und bieten Schutz vor extremen Wetterlagen. Darüber hinaus sind die wichtigsten Plätze mit dem Stadtbus zu erreichen. Fußgängern und Radfahrern bietet die Stadt ein verhältnismäßig modern ausgebautes Netz an Fuß- und Radwegen. Allein innerhalb der Stadt ist das Radwegenetz rund 37 Kilometer lang.
Der Rochester International Airport liegt südwestlich des Stadtzentrums. Über ihn sind nationale Drehkreuze wie zum Beispiel der Flughafen Minneapolis-Saint Paul oder der Flughafen Chicago für nationale und internationale Flugverbindungen erreichbar.
Mit dem Automobil ist Rochester über die U.S. Highways 14, 52 und 63, sowie über den Interstate 90 und der Minnesota State Route 30 erreichbar.

### Ansässige Unternehmen
Die Wirtschaft von Rochester wird durch die Mayo Clinic und den damit verbundenen Einrichtungen im Gesundheitswesen dominiert. Zu Mayo Clinic gehören neben den Hauptgebäuden in der Innenstadt auch noch das Saint Marys Hospital und das Rochester Methodist Hospital. Insgesamt behandeln dort 4000 Ärzte jährlich mehr als 315.000 Patienten stationär und 1,21 Millionen ambulant.
Daneben hat sich auch Computerindustrie angesiedelt. IBM beschäftigt in Rochester rund 5000 Mitarbeiter. Die Arbeitslosenquote liegt bei 3,5 Prozent (Stand: August 2007).

## Kultur und Sehenswürdigkeiten

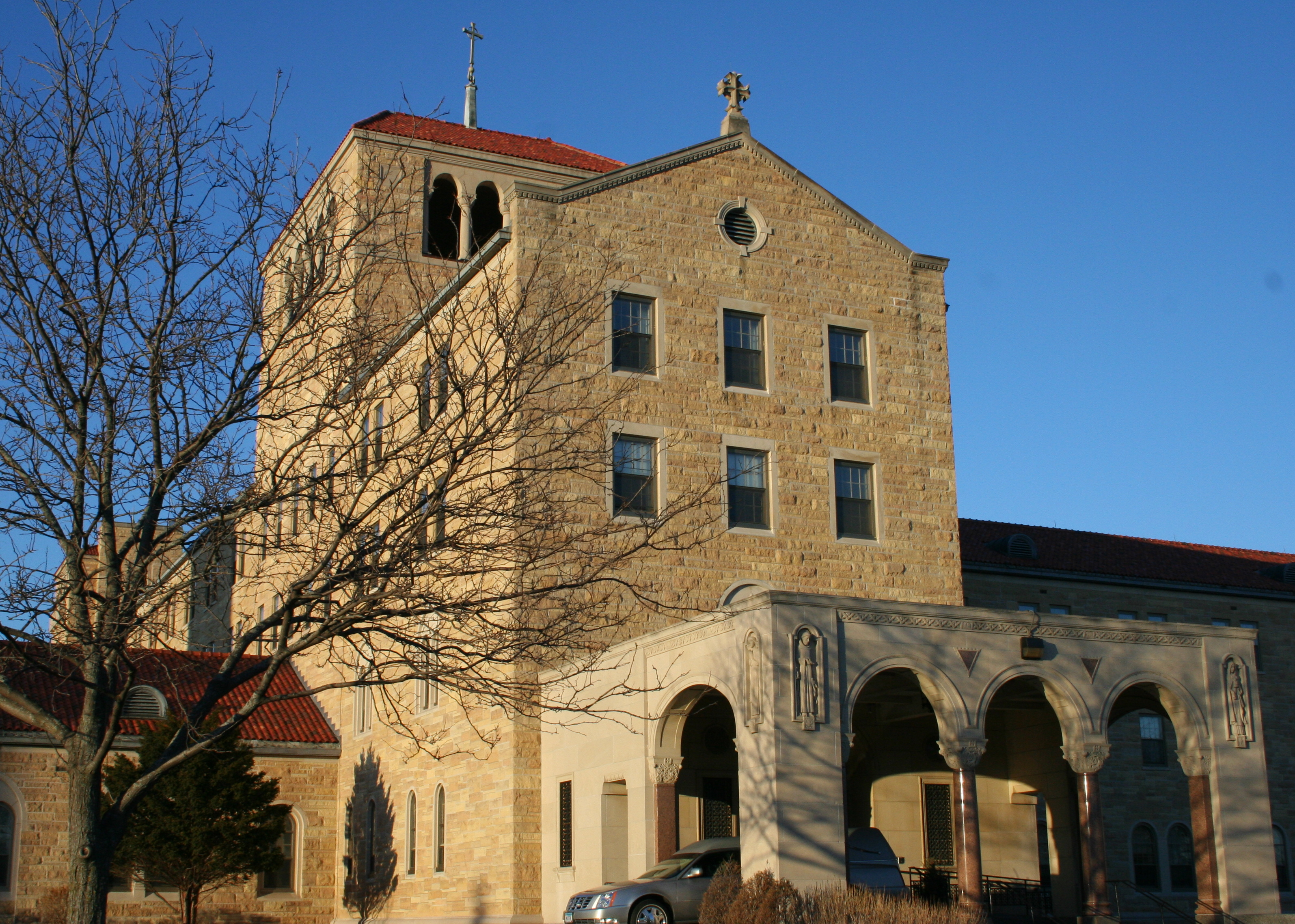
Assisi Heights – Mutterhaus der Schwestern des Franziskanerorden von Rochester

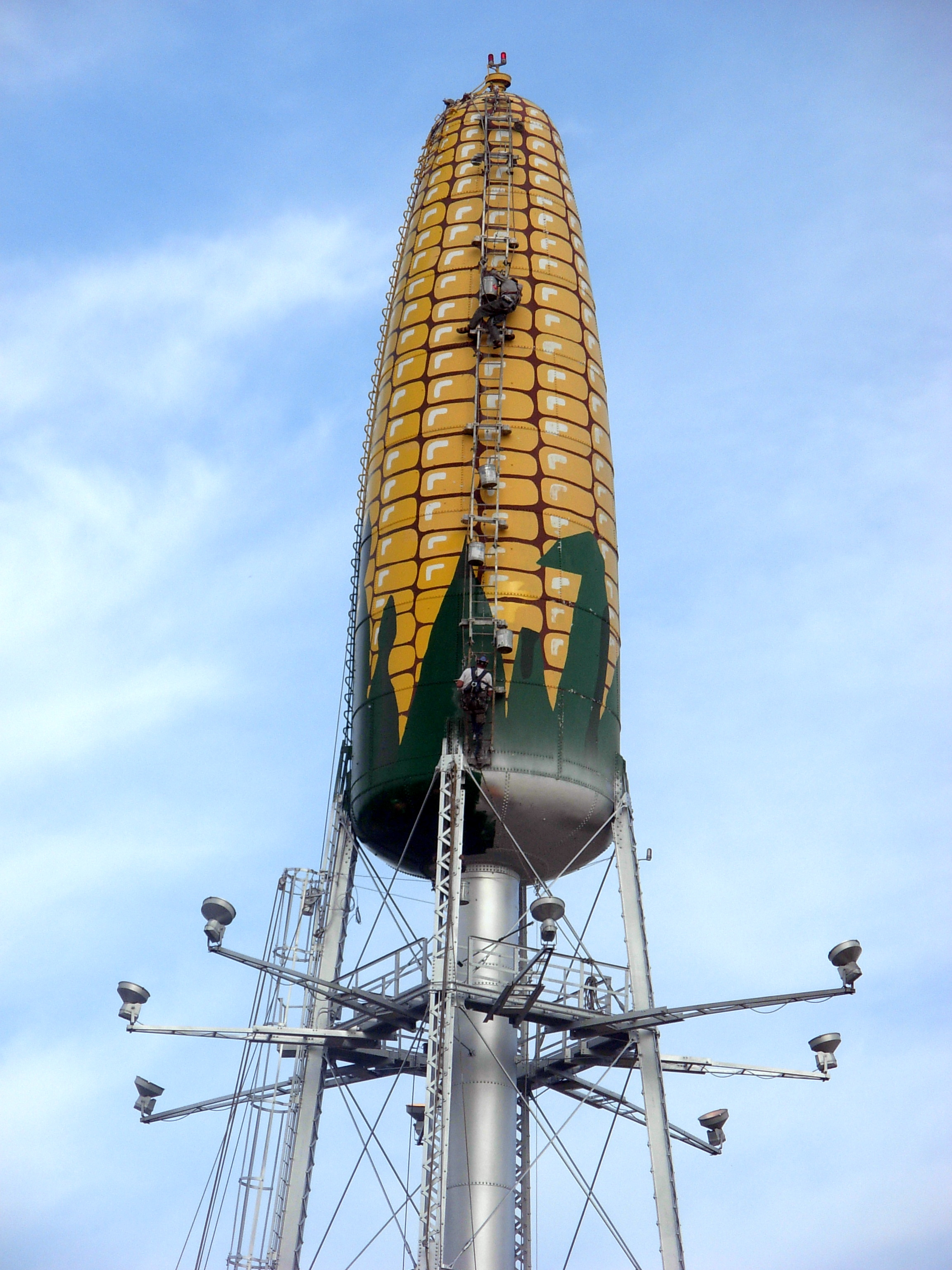
Wasserturm von Rochester

Zu den Sehenswürdigkeiten von Rochester zählen unter anderem:
- Das History Center & Museum ist ein Geschichtsmuseum und wird von der Olmsted County Historical Society betrieben. Zu ihm gehören auch eine historische Bibliothek und ein Genealogy Center.
- Das Mayowood Mansion ist das ehemalige Wohnhaus von Charles Horace Mayo. 1965 überließ die Mayo-Familie es der Olmsted County Historical Society. Anschließend wurde es in das National Register of Historic Places aufgenommen und in ein Museum umgewandelt.
- Die Franziskanerschwestern von Rochester sind ein römisch-katholischer Orden, der 1877 von Alfred Moes gegründet wurde. Das Mutterhaus Assisi Heights liegt auf einer Anhöhe in Rochester und ist von vielen Orten der Stadt aus zu sehen.
- Das Rochester Art Center wurde 2004 eröffnet und zeigt eine kleinere Auswahl an dauerhaften und temporären Ausstellungen. Es verfügt zudem über einen Garten- und Parkbereich zum Zumbro River hin.
- Verschiedene Gebäude in Rochester gehören dem National Register of Historic Places an, darunter das Avalon Hotel oder das frühere Chateau Theatre, das heute von Barnes & Noble als Buchladen und Café genutzt wird.

## Demografische Daten
Nach der Volkszählung im Jahr 2010 lebten in Rochester 106.769 Menschen in 43.025 Haushalten. Die Bevölkerungsdichte betrug 1040,6 Einwohner pro Quadratkilometer. In den 43.025 Haushalten lebten statistisch je 2,42 Personen.
Ethnisch betrachtet setzte sich die Bevölkerung zusammen aus 82,0 Prozent Weißen, 6,3 Prozent Afroamerikanern, 0,3 Prozent amerikanischen Ureinwohnern, 6,8 Prozent Asiaten sowie 2,6 Prozent aus anderen ethnischen Gruppen; 2,6 Prozent stammten von zwei oder mehr Ethnien ab. Unabhängig von der ethnischen Zugehörigkeit waren 5,2 Prozent der Bevölkerung spanischer oder lateinamerikanischer Abstammung.
24,8 Prozent der Bevölkerung waren unter 18 Jahre alt, 62,5 Prozent waren zwischen 18 und 64 und 12,7 Prozent waren 65 Jahre oder älter. 51,6 Prozent der Bevölkerung war weiblich.
Das mittlere jährliche Einkommen eines Haushalts lag bei 63.428 USD. Das Pro-Kopf-Einkommen betrug 32.948 USD. 9,4 Prozent der Einwohner lebten unterhalb der Armutsgrenze.

## Söhne und Töchter der Stadt
- Charles Horace Mayo (1865–1939), Arzt und Mitgründer der Mayo Clinic
- Cynthia Gooding (1924–1988), Folk-Sängerin
- Alexander M. Keith (1928–2020), Jurist, Politiker und Vizegouverneur von Minnesota
- John Culver (1932–2018), Politiker und Kongressabgeordneter
- Robert Angelici (* 1937), Chemiker
- Michael Jensen (1939–2024), Ökonom
- Laurinda Hope Spear (* 1950), Architektin und Landschaftsarchitektin
- John E. Brandenburg (* 1953), Plasmaphysiker
- Eric Strobel (* 1958), Eishockeyspieler und Olympia-Goldmedaillengewinner
- Sheree J. Wilson (* 1958), Schauspielerin
- Joseph Coffey (* 1960), katholischer Geistlicher, Weihbischof im US-Militärordinariat
- John Johannson (* 1961), Eishockeyspieler
- Lea Thompson (* 1961), Schauspielerin
- Jim Johannson (1964–2018), Eishockeyspieler und -funktionär
- Shjon Podein (* 1968), Eishockeyspieler
- Dan Bakkedahl (* 1969), Schauspieler und Comedian
- Richard Ojeda (* 1970), Politiker
- Doug Zmolek (* 1970), Eishockeyspieler
- Leilani Münter (* 1974), Rennfahrerin und Umweltaktivistin
- Julie Anne Genter (* 1979), Politikerin
- John Pohl (* 1979), Eishockeyspieler
- Eric Butorac (* 1981), Tennisspieler
- Andy Canzanello (* 1981), Eishockeyspieler
- Colin Stuart (* 1982), Eishockeyspieler
- Sada Jacobson (* 1983), Fechterin
- Joseph Kuipers (* 1984), Cellist und Musikpädagoge
- Mark Stuart (* 1984), Eishockeyspieler
- Bethanie Mattek-Sands (* 1985), Tennisspielerin
- Alexander Meyer (* 1988), Schwimmer
- Mackenzie Little (* 1996), australische Speerwerferin
- Sydney Scotia (* 1997), Schauspielerin
- Raphaël Collignon (* 2002), belgischer Tennisspieler